# Guadalupe Lucero
Guadalupe Lucero fue un militar mexicano que participó en la revolución mexicana dentro de las fuerzas zapatistas. El 7 de mayo de 1917 atacó por sorpresa la población de Ixcamilpa de Guerrero en el estado de Puebla, resultando muerto en su intento. Meses después su hermano, Francisco Lucero, intentó también capturar la ciudad, resultando también muerto sin lograr su objetivo.